# TV Alterosa Leste
TV Alterosa Leste é uma emissora de televisão brasileira sediada em Governador Valadares, porém concessionada em Manhuaçu, ambas cidades do estado de Minas Gerais. Opera nos canais 27 UHF e 38 UHF digital, e é afiliada ao SBT. Pertencente ao Grupo Silvio Santos, mas administrada pelos Diários Associados, integra a Rede Alterosa. A emissora mantém sua sede, bem como, estúdios e departamento comercial localizados no centro de Governador Valadares, enquanto, em Manhuaçu, sua geradora e setor de OPEC.

## História
A concessão do canal 27 UHF de Manhuaçu foi outorgada pelo presidente Fernando Henrique Cardoso em 15 de julho de 2002, como resultado de concorrência pública vencida pela TV Studios de Teófilo Otoni Ltda., vinculada ao empresário Silvio Vartan Kouyomdjian, na época diretor de operações do Grupo Silvio Santos. A mesma firma foi utilizada pelo SBT em um processo licitatório posterior para um canal em São José dos Campos, São Paulo, que veio a ser a atual TV Thathi Vale.
Com a concessão em mãos, o SBT transferiu a gestão para os Diários Associados, responsáveis pela Rede Alterosa, afiliada da rede em Minas Gerais, que preparou a instalação de uma nova filial para cobrir a porção leste do estado, até então atendida por retransmissoras dos canais de Belo Horizonte e Juiz de Fora. Foram investidos 4 milhões de reais na compra de equipamentos e na instalação de sua estrutura, que ficou dividida entre Manhuaçu e Governador Valadares, onde foram instalados os estúdios e escritórios comerciais.
A TV Alterosa Leste foi inaugurada em 1.º de agosto de 2011, às 19h30, com uma cerimônia realizada em Manhuaçu, cidade de sua concessão, onde estiveram presentes autoridades como o prefeito Adejair Barros, o presidente da câmara municipal Renato Cezar von Randow, vereadores e empresários locais, além do padre Júlio Pessoa Franco, que fez a benção das instalações. O canal abriu suas transmissões com uma mensagem especial gravada pelo apresentador Celso Portiolli, e em seguida, foi exibido o telejornal SBT Brasil, onde a nova afiliada da rede foi apresentada aos telespectadores com um link feito pela repórter Ana Cristina. Além do canal 27 UHF, o sinal passou a ser espelhado pelo canal 5 VHF, onde funcionava a retransmissora da TV Alterosa Belo Horizonte que servia ao município. Gradualmente, o sinal da TV Alterosa Leste foi expandido pra outras localidades das regiões do Vale do Aço, Vale do Rio Doce, Vale do Mucuri e partes do Vale do Jequitinhonha e Zona da Mata, alcançando atualmente 125 municípios.

## Sinal digital
| Canal virtual | Canal digital | Resolução de tela | Programação                                      |
| ------------- | ------------- | ----------------- | ------------------------------------------------ |
| 27.1          | 38 UHF        | 1080i             | Programação principal da TV Alterosa Leste / SBT |
| 27.2          | 38 UHF        | 480i Widescreen   | TV Educação Governador Valadares                 |

A emissora iniciou suas transmissões digitais em 6 de abril de 2017, através do canal 38 UHF, exibindo tanto a programação local quanto a retransmitida de Belo Horizonte e a do SBT em SD, o que deixou de acontecer apenas em 14 de junho de 2021. Já a sua programação local só passou a ser produzida em alta definição em 14 de fevereiro de 2022.
Em 13 de julho de 2020, em parceria com a Prefeitura Municipal de Governador Valadares, a emissora colocou no ar a TV Educação, para exibir teleaulas aos alunos da rede pública de ensino que ficaram sem ir para a escola em razão da pandemia de COVID-19, através do subcanal 27.2. Em 22 de fevereiro de 2021, a TV Alterosa Leste passou a dividir as transmissões da TV Educação com a TV Leste, que ficou encarregada de exibir as teleaulas para os alunos do 6.º ao 9.º ano e EJA, enquanto ela continuou a exibir as teleaulas da Educação Infantil até o 5.º ano.
Transição para o sinal digital
Com base no decreto federal de transição das emissoras de TV brasileiras do sinal analógico para o digital, a TV Alterosa Leste, bem como as outras emissoras de Manhuaçu, deverá cessar suas transmissões pelo canal 27 UHF até 31 de dezembro de 2023, seguindo o cronograma oficial da ANATEL.